# Pelakot
Pelakot – gaun wikas samiti w zachodniej części Nepalu w strefie Gandaki w dystrykcie Syangja. Według nepalskiego spisu powszechnego z 2001 roku liczył on 1130 gospodarstw domowych i 6236 mieszkańców (3429 kobiet i 2807 mężczyzn).